# 长棘钝顶鲉
长棘钝顶鲉（学名：Amblyapistus macracanthus）为前鳍鲉科钝顶鲉属的鱼类。分布于印度的安达曼群岛、至印度尼西亚、菲律宾以及中国南海、台湾海峡等海域。该物种的模式产地在瓦哈、塞兰岛。